# Kwacha zambijska
Kwacha zambijska – waluta (jednostka monetarna) Zambii. 1 kwacha = 100 ngwee.
Słowo kwacha wywodzi się z języka Nyanja i Bemba i oznacza "świt". Stanowi to odniesienie do sloganu zambijskich nacjonalistów "nowy świt wolności".
Słowo ngwee również pochodzi z języka Nyanja i można je przetłumaczyć jako "świetlany".
W 1968 roku kwacha zastąpiła funta zambijskiego w przeliczniku 2 kwacha = 1 funt (1 kwacha = 10 szylingów). Waluta mocno straciła na wartości w wyniku wysokiej inflacji.
W momencie wprowadzenia waluty (1968) kwacha była warta 1,2 dolara, na dzień 23.10.2009 1 dolar jest wart 4665.
Jako pierwsze na rynek zostały wypuszczone monety z brązu o nominale 1 i 2 kwacha oraz miedziano-niklowe 5,10 i 20 kwacha. W roku 1982 brąz został zastąpiony przez monety stalowe pokrywane miedzią. Od roku 1989 kwacha była bita ze stopu mosiężno-niklowego.
W 1969 roku pojawiła się moneta 50 ngwee. Monety o wartości 1 i 2 ngwee były bite do 1983. Kolejno zaprzestano wypuszczania monet 5 i 10 ngwee w 1987, a w 1988 roku także 20 ngwee.
W roku 1992 wprowadzono nowe monety: niklowane monety stalowe 25 i 50 ngwee oraz mosiężne o nominale 1, 5 i 10 kwacha.
Wszystkie monety stanowią pełnoprawny środek płatniczy, ale ze względu na ich niewielką wartość wynikającą z wysokiej inflacji nie spotyka się w codziennym obiegu. Są sprzedawane jako pamiątki dla turystów.
Centralny Bank Zambii wprowadził w 1968 banknoty o nominale 50 ngwee oraz 1, 2, 10 i 20 kwacha. W 1973 roku na rynek wprowadzono banknot 5 kwacha oraz wycofano z obiegu banknoty o nominale 50 ngwee. Kolejno na rynku pojawiały się banknoty o nominałach 100 oraz 500 kwacha (1991), 1000, 5000 i 10000 (1992), a w 2003 roku wprowadzono banknoty 20000 i 50000.
Do 1991 roku na awersie wszystkich banknotów widniał portret prezydenta Kenneth Kaundy. Od 1992 na awersie przedstawiony jest Bielik afrykański. Na rewersie banknotów, od 1989, widnieje statua wolności z Lusaki przedstawiająca mężczyznę zrywającego łańcuchy.
| Nominał       | Data      |
| ------------- | --------- |
| 50 ngwee      | 1968–1973 |
| 1 kwacha      | 1968–1988 |
| 2 kwacha      | 1968–1989 |
| 5 kwacha      | 1973–1989 |
| 10 kwacha     | 1968–1991 |
| 20 kwacha     | 1968–1992 |
| 50 kwacha     | 1986–2013 |
| 100 kwacha    | 1991–2013 |
| 500 kwacha    | 1991–2013 |
| 1000 kwacha   | 1992–2013 |
| 5000 kwacha   | 1992–2013 |
| 10.000 kwacha | 1992–2013 |
| 20.000 kwacha | 2003–2013 |
| 50.000 kwacha | 2003–2013 |

Zambia jest pierwszym krajem afrykańskim, który wprowadził banknoty polimerowe. 26 września 2003 przez Canadian Bank Note Company zostały wyemitowane banknoty o wartości 500 i 1000 kwacha.
W 2012 roku została wprowadzona denominacja kwacha. 1000 starych kwach ZMK odpowiada 1 nowej kwachy ZMW (1000=1).